# Salto con gli sci agli VIII Giochi asiatici invernali - Trampolino normale maschile
La gara dal trampolino normale maschile si è svolta il 22 febbraio 2017 al Miyanomori Ski Jump Stadium di Sapporo in Giappone.

## Risultati
| Rank | Atleta               | 1° salto | 1° salto | 2° salto | 2° salto | Totale |
| Rank | Atleta               | Distanza | S.       | Distanza | S.       | Totale |
| ---- | -------------------- | -------- | -------- | -------- | -------- | ------ |
| 1    | Yukiya Sato          | 98.5     | 131.5    | 94.5     | 122.5    | 254.0  |
| 2    | Yuken Iwasa          | 94.0     | 121.5    | 97.5     | 129.5    | 251.0  |
| 3    | Sergey Tkachenko     | 93.5     | 118.5    | 93.5     | 119.5    | 238.0  |
| 4    | Masamitsu Ito        | 90.5     | 113.5    | 94.0     | 120.5    | 234.0  |
| 5    | Choi Seo-u           | 93.0     | 119.5    | 86.0     | 103.0    | 222.5  |
| 6    | Naoki Nakamura       | 89.0     | 109.0    | 81.5     | 92.5     | 201.5  |
| 7    | Marat Zhaparov       | 90.0     | 111.0    | 80.0     | 87.5     | 198.5  |
| 8    | Kim Hyun-ki          | 88.0     | 107.0    | 75.5     | 79.5     | 186.5  |
| 9    | Sabiržan Muminov     | 85.0     | 99.5     | 75.5     | 79.0     | 178.5  |
| 9    | Konstantin Sokolenko | 84.0     | 97.5     | 76.5     | 81.0     | 178.5  |
| 11   | Choi Heung-chul      | 83.0     | 96.5     | 74.0     | 73.5     | 170.0  |
| 12   | Tian Zhandong        | 77.5     | 82.0     | 70.0     | 63.5     | 145.5  |
| 13   | Yang Guang           | 72.5     | 71.5     | 67.0     | 59.0     | 130.5  |
| 14   | Lee Ju-chan          | 65.0     | 52.5     | 69.0     | 64.0     | 116.5  |
| 15   | Sun Jianping         | 71.0     | 65.5     | 62.0     | 46.0     | 111.5  |
| 16   | Chen Zhe             | 64.0     | 50.5     | 61.5     | 45.0     | 95.5   |